# Amar Lahcen Nazef
Amar Lahcen Nazef, né le 2 septembre 1974 à Alger, est un ancien footballeur algérien.
Il reste toujours au service du sport algérien, notamment en tant que conseiller du sport.

## Carrière
- 1992-1997 : MC Alger.
- 1997-2002 : JS Kabylie.
- 2002-2003 : NA Hussein Dey.
- 2003-2005 : USM Alger.
- 2005 : JSM Béjaia.
- 2006 : → MC Oran.
- 2007 : WA Boufarik.

### En sélection
- 1989-1990 :  Algérie -17 ans.
- 1990-1993 :  Algérie olympique.

## Palmarès
- Vice-champion d'Algérie en 1999  avec la JS Kabylie.
- Finaliste de la coupe d'Algérie en 1999 avec la JS Kabylie.
- Vainqueur de la Coupe de la CAF en 2000 et 2001 avec la JS Kabylie.
- vice champion  d'algerie en 2003 avec le NAHD
- Vice-champion d'algerie en 2004 avec l'USM Alger.
- Vainqueur de la coupe d'Algérie en 2004 avec l'USM Alger.
- Champion d'hiver  2004 avec l'USM Alger.

### Distinction personnelle
- Élu meilleur Joueur de la saison 2000/2001 par l'Hebdomadaire « Compétition ».